# Sorex macrodon
Sorex macrodon (musaraña dientuda) es una especie de musaraña de la familia soricidae.

## Distribución geográfica
Es endémica de México.